# Eburia bimaculata
Eburia bimaculata es una especie de coleóptero crisomeloideo de la familia Cerambycidae. 

## Distribución
Es originaria de Antigua y Barbuda.